# Marindia
Marindia ist ein Badeort im Süden Uruguays. 

## Geographie
Er befindet sich am Rande des Río de la Plata an der Costa de Oro im Departamento Canelones. Marindia liegt östlich der Hauptstadt Montevideo in der Nähe der östlich gelegenen Badeorte Atlántida und Parque del Plata. Unmittelbar im Osten angrenzend an Marindia befindet sich Fortín de Santa Rosa. Westlich schließt Salinas an den Badeort an.

## Einwohner
Marindia hat 3.543 Einwohner (Stand: 2011). Damit gehört der Ort zu den Ansiedlungen innerhalb des Departamentos mit dem größten Bevölkerungswachstum in der jüngeren Zeit, denn 1996 betrug die Einwohnerzahl lediglich 1.493.
| Jahr | Einwohner |
| ---- | --------- |
| 1963 | 115       |
| 1975 | 360       |
| 1985 | 626       |
| 1996 | 1.493     |
| 2004 | 2.586     |
| 2011 | 3.543     |

Quelle: Instituto Nacional de Estadística de Uruguay